# Implikant istotny
Implikant istotny to implikant prosty zawierający co najmniej jeden minterm nie występujący w żadnym innym implikancie prostym.

## Rola implikantów istotnych w minimalizacji funkcji
Forma minimalna funkcji boolowskiej zawiera wszystkie implikanty istotne oraz jak najmniejszą liczbę pozostałych implikantów prostych.
Funkcja z poniższą tabelą prawdy (naniesione zostały wyłącznie mintermy, makstermy zostały pominięte):
| indeks | x3 x2 x1 x0 | mintermy                                                                                      |
| ------ | ----------- | --------------------------------------------------------------------------------------------- |
| 0      | 0 0 0 0     | {\displaystyle {\bar {x}}_{3}\wedge {\bar {x}}_{2}\wedge {\bar {x}}_{1}\wedge {\bar {x}}_{0}} |
| 4      | 0 1 0 0     | {\displaystyle {\bar {x}}_{3}\wedge x_{2}\wedge {\bar {x}}_{1}\wedge {\bar {x}}_{0}}          |
| 5      | 0 1 0 1     | {\displaystyle {\bar {x}}_{3}\wedge x_{2}\wedge {\bar {x}}_{1}\wedge x_{0}}                   |
| 6      | 0 1 1 0     | {\displaystyle {\bar {x}}_{3}\wedge x_{2}\wedge x_{1}\wedge {\bar {x}}_{0}}                   |
| 7      | 0 1 1 1     | {\displaystyle {\bar {x}}_{3}\wedge x_{2}\wedge x_{1}\wedge x_{0}}                            |
| 8      | 1 0 0 0     | {\displaystyle x_{3}\wedge {\bar {x}}_{2}\wedge {\bar {x}}_{1}\wedge {\bar {x}}_{0}}          |
| 10     | 1 0 1 0     | {\displaystyle x_{3}\wedge {\bar {x}}_{2}\wedge x_{1}\wedge {\bar {x}}_{0}}                   |
| 11     | 1 0 1 1     | {\displaystyle x_{3}\wedge {\bar {x}}_{2}\wedge x_{1}\wedge x_{0}}                            |
| 12     | 1 1 0 0     | {\displaystyle x_{3}\wedge x_{2}\wedge {\bar {x}}_{1}\wedge {\bar {x}}_{0}}                   |
| 14     | 1 1 1 0     | {\displaystyle x_{3}\wedge x_{2}\wedge x_{1}\wedge {\bar {x}}_{0}}                            |

posiada po minimalizacji następujące implikanty:
implikanty proste:
- (10, 11) = {\displaystyle x_{3}\wedge {\bar {x}}_{2}\wedge x_{1},}
- (0, 4, 8, 12) = {\displaystyle {\bar {x}}_{1}\wedge {\bar {x}}_{0},}
- (4, 5, 6, 7) = {\displaystyle {\bar {x}}_{3}\wedge x_{2},}
- (4, 6, 12, 14) = {\displaystyle x_{2}\wedge {\bar {x}}_{0},}
- (8, 10, 12, 14) = {\displaystyle x_{3}\wedge {\bar {x}}_{0}}

implikanty istotne:
- (10, 11) = {\displaystyle x_{3}\wedge {\bar {x}}_{2}\wedge x_{1},}
- (0, 4, 8, 12) = {\displaystyle {\bar {x}}_{1}\wedge {\bar {x}}_{0},}
- (4, 5, 6, 7) = {\displaystyle {\bar {x}}_{3}\wedge x_{2}}

Minimalna postać powyższej funkcji ma dwa warianty:
{\displaystyle f(x_{3},x_{2},x_{1},x_{0})=(x_{3}\wedge {\bar {x}}_{2}\wedge x_{1})\vee ({\bar {x}}_{1}\wedge {\bar {x}}_{0})\vee ({\bar {x}}_{3}\wedge x_{2})\vee (x_{2}\wedge {\bar {x}}_{0})=(x_{3}\wedge {\bar {x}}_{2}\wedge x_{1})\vee ({\bar {x}}_{1}\wedge {\bar {x}}_{0})\vee ({\bar {x}}_{3}\wedge x_{2})\vee (x_{3}\wedge {\bar {x}}_{0})}
przy czym w każdym z nich ujęte zostały wszystkie implikanty istotne oraz minimalna liczba implikantów prostych.